# Люквир
Люкви́р (рос. Люквыр) — присілок в Ігринському районі Удмуртії, Росія.

## Населення
Населення — 22 особи (2010; 85 в 2002).
Національний склад станом на 2002 рік:
- удмурти — 96 %

## Урбаноніми[3]
- вулиці — Соснова, Ставкова